# John Graunt
John Graunt (24. dubna 1620 Londýn – 18. dubna 1674 Londýn) je považován za zakladatele demografie a vynálezce nejjednodušší úmrtnostní tabulky.
Jako první vyvinul metody ke zpracovávání statistických dat ze sčítání lidu. Stanovil stacionární poměr narozených chlapců a děvčat, stanovil také stacionární poměr počtu mužů a žen. Zabýval se řádem vymírání dle věkových skupin. Graunt je taktéž považován za jednoho ze zakladatelů epidemiologie.

## Dílo
- Natural and Political Observations mentioned in a following Index, and made upon the Bills of Mortality, (Přirozená a politická pozorování založená seznamech zemřelých), 1662